# NGC 6144
NGC 6144 (również IC 4606) – gromada kulista znajdująca się w gwiazdozbiorze Skorpiona. Została odkryta 22 maja 1784 roku przez Williama Herschela. Jest położona w odległości ok. 29 tys. lat świetlnych od Słońca oraz 8,8 tys. lat świetlnych od centrum Galaktyki.